# تیم مانتفورد
تیم مانتفورد (انگلیسی: Tim Mountford؛ زادهٔ ۲ آوریل ۱۹۴۶) دوچرخه‌سوار اهل ایالات متحده آمریکا است. وی در بازی‌های المپیک تابستانی ۱۹۶۴ و ۱۹۶۸ شرکت کرده است.